# Phú Cẩm
Phú Cẩm (chữ Hán giản thể: 富锦市, âm Hán Việt: Phú Cẩm thị) là một thành phố cấp huyện thuộc địa cấp thị Giai Mộc Tư, tỉnh Hắc Long Giang, Cộng hòa Nhân dân Trung Hoa. Thành phố Phú Cẩm nằm ở đông bắc của Hắc Long Giang, nằm trên cao nguyên Tam Giang của bờ nam hạ lưu của Tùng Hoa Giang. Thành phố này có cảng đường sông quan trọng thuộc hạ lưu Tùng Hoa. Thành phố Phú Cẩm có diện tích 8227 km², dân số 440.000 người. Mã số bưu chính của thành phố Phú Cẩm là 156100. Chính quyền nhân dân thành phố đóng tại trấn Phú Cẩm. Về mặt hành chính, thành phố Phú Cẩm được chia thành 11 trấn. Các đơn vị này lại được chia thành 266 ủy ban thôn cư.
- Trấn: Phú Cẩm, Nhị Long Sơn, Hướng Dương Xuyên, Cẩm Sơn, Đầu Lâm, Hưng Long Cương, Hoằgn Thắng, Thượng Nhai Cơ, Nghiễn Sơn, Trường An và Đại Du Thụ.